# Тайнобрачные растения
Тайнобрачные растения, или бесцветковые растения, или криптогамы (лат. Cryptogamae), — выделенная Карлом Линнеем группа растений, не имеющих цветков (папоротники, хвощи, плауны, селагинеллы, полушниковые, псилотовые и близкие к ним растения, мхи, водоросли, грибы и лишайники). В соответствии с воззрениями XVIII века единственным известным местом у растений, в котором возможен половой процесс («брак»), считался цветок. Растениям с цветками — цветковым растениям (явнобрачным, фанерогамам) — противопоставлялись те растения, у которых место полового процесса («брака») было неизвестно.
Тайнобрачным растениям соответствовал XXIV (последний) класс Системы Линнея (половой системы классификации растений).
Сейчас таксон признан полифилетическим и не выделяется.